# 第5回全日本実業団対抗駅伝競走大会
第5回全日本実業団対抗駅伝競走大会（だい5かいぜんにほんじつぎょうだんたいこうえきでんきょうそうたいかい）は1960年12月18日に三重県で開催された全日本実業団対抗駅伝競走大会である。

## 概要
1960年代当時、3月は駅伝が多く開催されており、分散するため開催月を12月に変更、以後第31回（1986年）まで12月開催となる。なお、同じ年に2回開催されたのは1960年が唯一である。また、今大会から地区推薦によって予選が行われるようになった。レースは1区で小森印刷や富士製鐵が優勝候補を抑えてリードするなど波乱があったが前回不出場だったリッカーミシンが3区で首位に立つとそのまま譲ることなくフィニッシュ、自ら持っていた大会記録を更新して3回目の優勝を果たした。

## 出場チーム
- 旭ダウ（2大会連続2回目）
- 大阪ガス（5大会連続5回目）
- 倉敷レーヨン（2大会ぶり4回目）
- 神戸製鋼（5大会連続5回目）
- 小森印刷（初出場）
- 神鋼電機（3大会連続3回目）
- 新三菱重工（3大会連続3回目）
- 住友金属（2大会連続4回目）
- 全沖縄（オープン参加）
- 中央発條（5大会連続5回目）
- 東京急行（初出場）
- 東洋ベアリング（5大会連続5回目）
- 東洋レーヨン（初出場）
- 富士製鐵（5大会連続5回目）
- 明治製菓（2大会連続2回目）
- 八幡製鐵（5大会連続5回目）
- リッカーミシン（2大会ぶり3回目）
- 渡玉毛織（初出場）

## 成績
- 1位　リッカーミシン　4時間25分23秒[1]
- 2位　東京急行　4時間30分17秒[1]
- 3位　倉敷レーヨン　4時間32分17秒[1]
- 4位　神戸製鋼　4時間33分38秒[1]
- 5位　小森印刷　4時間35分48秒[1]
- 6位　八幡製鐵　4時間36分22秒[1]
- 7位　東洋ベアリング　4時間36分25秒[1]
- 8位　明治製菓　4時間36分54秒[1]
- 9位　東洋レーヨン　4時間37分57秒[1]
- 10位　富士製鐵　4時間40分25秒[1]
- 11位　中央発條　4時間41分29秒[1]
- 12位　新三菱重工　4時間42分41秒[1]
- 13位　大阪ガス　4時間47分4秒[1]
- 14位　渡玉毛織　4時間50分57秒[1]
- 15位　住友金属　4時間55分13秒[1]
- 16位　旭ダウ　5時間1分12秒[1]
- 17位　神鋼電機　5時間3分12秒[1]
- オープン参加　全沖縄　4時間48分6秒[1]

## 区間賞
※は区間記録更新
- 1区　清水亘（小森印刷）49分51秒※
- 2区　杉原勇（リッカーミシン）49分52秒
- 3区　井上貞雄（倉敷レーヨン）、日野修身（神戸製鋼）32分※
- 4区　布上正之（リッカーミシン）31分55秒※
- 5区　佐藤光信（リッカーミシン）50分51秒
- 6区　西条勉（神戸製鋼）26分25秒
- 7区　作田誠一（リッカーミシン）24分47秒